# オオダイガハラサンショウウオ
オオダイガハラサンショウウオ (Hynobius boulengeri) は、両生綱有尾目サンショウウオ科サンショウウオ属に分類される有尾類。

## 分布
日本（紀の川・吉野川以南の奈良県・三重県・和歌山県）固有種
模式標本の産地（基準産地・タイプ産地・模式産地）は、大台ヶ原山。

## 形態
全長13.6 - 19.4センチメートル。尾は側偏する。背面の体色は石板色で、斑紋は入らない。

## 分類
涙骨が外観から見えることからPachypalaminus属として記載されたが、差異はないとしてサンショウウオ属の構成種とする説が有力とされる。
2007年にシノニムとされていたイシヅチサンショウウオが復活・分割し、四国個体群を独立種とする説が提唱された。2014年に天草諸島個体群がアマクササンショウウオH. amakusaensis・大隅半島個体群がオオスミサンショウウオH. osumiensis・祖母傾山系個体群がソボサンショウウオH. shinichisatoiとして、新種記載・分割する説が提唱された。

## 生態
山地にある広葉樹林や二次林・人工林などに生息する。幼生は、三重県の例では同所的に分布するマホロバサンショウウオHynobius guttatus・ハコネサンショウウオよりも上流域に生息しすみ分けを行っている。
繁殖様式は卵生。低地では2月から、高地では5月に、1回に19 - 63個の卵を産む。幼生は半年から2年で変態し、幼体になる。
幼生期を水中で過ごす。このことから幼生には流水が通年で枯れない環境を必要とする。
オオダイガハラサンショウウオの生息には、渓流と林床が必要であり、源流域を含む広い自然林を必要とする。また冷涼な気候を好むため、地球温暖化の進行はオオダイガハラサンショウウオの生息域を狭めるとされる。

## 人間との関係
高地では植林や観光開発、低地では砂防ダム建設・森林伐採による生息地や産卵場所の破壊により、生息数が減少している。
絶滅危惧II類 (VU)（環境省レッドリスト）